# Darıyeri Yörükler, Kaynaşlı
Darıyeriyürükler là một xã thuộc huyện Kaynaşlı, tỉnh Düzce, Thổ Nhĩ Kỳ. Dân số thời điểm năm 2010 là 638 người.